# Shay Laren
Shay Laren (Columbus, Georgia; 31 de diciembre de 1985) es una modelo de glamour y actriz pornográfica estadounidense. Ha posado para diversas publicaciones para adultos como Penthouse, Danni.com, Twistys y Aziani. Además fue Penthouse Pet of the Month del mes de junio de 2006.

## Primeros años
Nació en el estado de Georgia en los Estados Unidos, es la mayor de cuatro hermanos. Su madre quedó embarazada de ella a temprana edad aun estudiando en la escuela secundaria; Su padre fue militar en el que fue enviado a servir en las bases militares de todo el mundo.
Laren se casó a los 18 años y se divorció un año después, en 2005.
Ella es conocida como la "gif girl" ("chica gif") del programa de televisión estadounidense Attack of the Show (emisión "Women of the Web"), por un gif tomado de un video de Danni.com de la serie Up Close & Personal. Se utilizaron fotografías de archivo de Laren para una escena de Mad Men.

## Reconocimientos, nominaciones y premios

### Premios
- En junio de 2006, ganó el título de Penthouse Pet of the Month.
- DanniGirl of the Month en diciembre de 2007.[5]

### Nominaciones
- Twistys Treat of the Month (septiembre de 2006).
- DDG Dreamgirl (abril de 2006).
- Great Girl (noviembre de 2008).